# FK Stare Dorohi
FK Stare Dorohi (biał. ФК «Старыя Дарогі») – białoruski klub piłkarski z siedzibą w miejscowości Stare Dorohi w obwodzie mińskim.

## Historia
Chronologia nazw:
- 1976—1986: Wympieł Stare Dorohi (biał. «Вымпел» (Старыя Дарогі))
- 1987—1999: Budaunik Stare Dorohi (biał. «Будаўнік» (Старыя Дарогі))
- 2000—...: FK Stare Dorohi (biał. ФК «Старыя Дарогі»)

Klub piłkarski został założony w 1976 jako Wympieł Stare Dorohi. W 1987 zmienił nazwę na Budaunik Stare Dorohi. W sezonach 1992, 1992/1993, 1993/1994 występował w Wyszejszej lidze. W 2000 przyjął obecną nazwę. Występuje w amatorskich mistrzostwach obwodu mińskiego.

## Osiągnięcia
- 14. miejsce w Wyszejszej lidze:

1992, 1992/1993
- 1/4 finału Pucharu Białorusi:

1992, 1993/1994